# Palasport Lino Oldrini
Il palasport Lino Oldrini, dal 2023 denominato per ragioni di sponsorizzazione Itelyum Arena, è la più importante arena coperta della città di Varese; ospita le partite casalinghe della Pallacanestro Varese, maggiore club cestistico cittadino.

## Storia
Verso la metà degli anni 1960 l'interesse della popolazione varesina per il gioco della pallacanestro era in notevole crescita; di riflesso, la vetusta e poco capiente palestra XXV Aprile (fin dal 1945 campo di casa della principale squadra cittadina) non era più in grado di ospitare il volume di pubblico che desiderava seguire le partite. Ciò palesò la necessità di procedere alla costruzione di un nuovo palazzetto, il cui sito venne individuato nelle adiacenze dello stadio comunale, nel quartiere di Masnago. Il sindaco in carica Lino Oldrini promosse l'iniziativa e appaltò il progetto allo Studio di architettura Brusa Pasquè. I lavori partirono nel 1961 e durarono poco più di tre anni: il 6 dicembre 1964 l'edificio fu inaugurato con la disputa della partita di campionato Pall. Varese-Milano 1958 78-64.
Il palasport fu intitolato allo stesso sindaco Oldrini (scomparso proprio nel 1964 a causa di un tumore); a seguito della stipula di contratti di sponsorizzazione, la struttura assunse via via i nomi ufficiali di PalaIgnis, PalaWhirlpool, PALA2A, Enerxenia Arena e Itelyum Arena.

## Ampliamento e migliorie
Nel 1989 sono iniziati dei lavori di ampliamento atti a creare un secondo ordine di gradinate (denominato "galleria"), poi interrotti nel 1995 e da allora rimasti incompiuti.
A partire dal 2011, grazie alla convenzione tra il proprietario dell'impianto ovvero il Comune di Varese e Pallacanestro Varese, il palazzetto è oggetto di un intervento di ristrutturazione, comprensivo di aumento dei posti a sedere, ridipintura delle opere murarie, ampliamento ed adeguamento delle strutture di servizio e dell'accessibilità a carico della società cestistica varesina.
Tra la fine del 2017 e l'inizio del 2018 sono stati ultimati i lavori per la creazione del nuovo settore "courtside" e quelli per l'installazione del "jumbotron" (cluster di maxischermi sospeso sopra il campo).

## Settori del palazzetto
Il palazzetto dello sport di Masnago è suddiviso in diversi settori:
- Tribuna Gold Est
- Tribuna Silver Est
- Parterre Est (panchine e tavolo)
- Tribuna Galleria (settore est)
- Curva Nord
- Parterre Nord
- Tribuna Stampa (sotto la curva ospiti)
- Curva ospiti
- Parterre Sud
- Tribuna Silver A e B
- Tribuna Gold Ovest
- Tribuna Silver Ovest
- Parterre Ovest

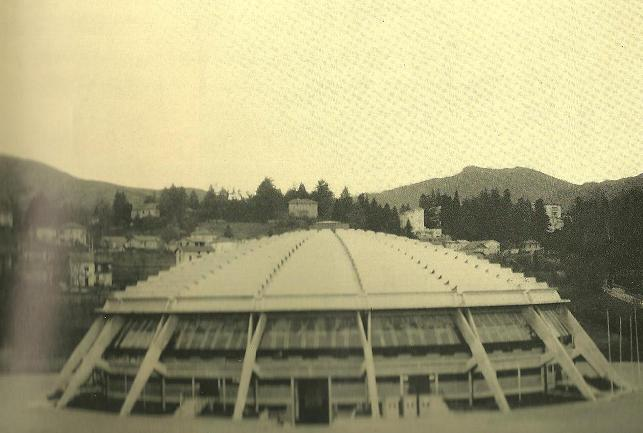
Il palazzetto dello sport nel 1964, al termine dei lavori di costruzione
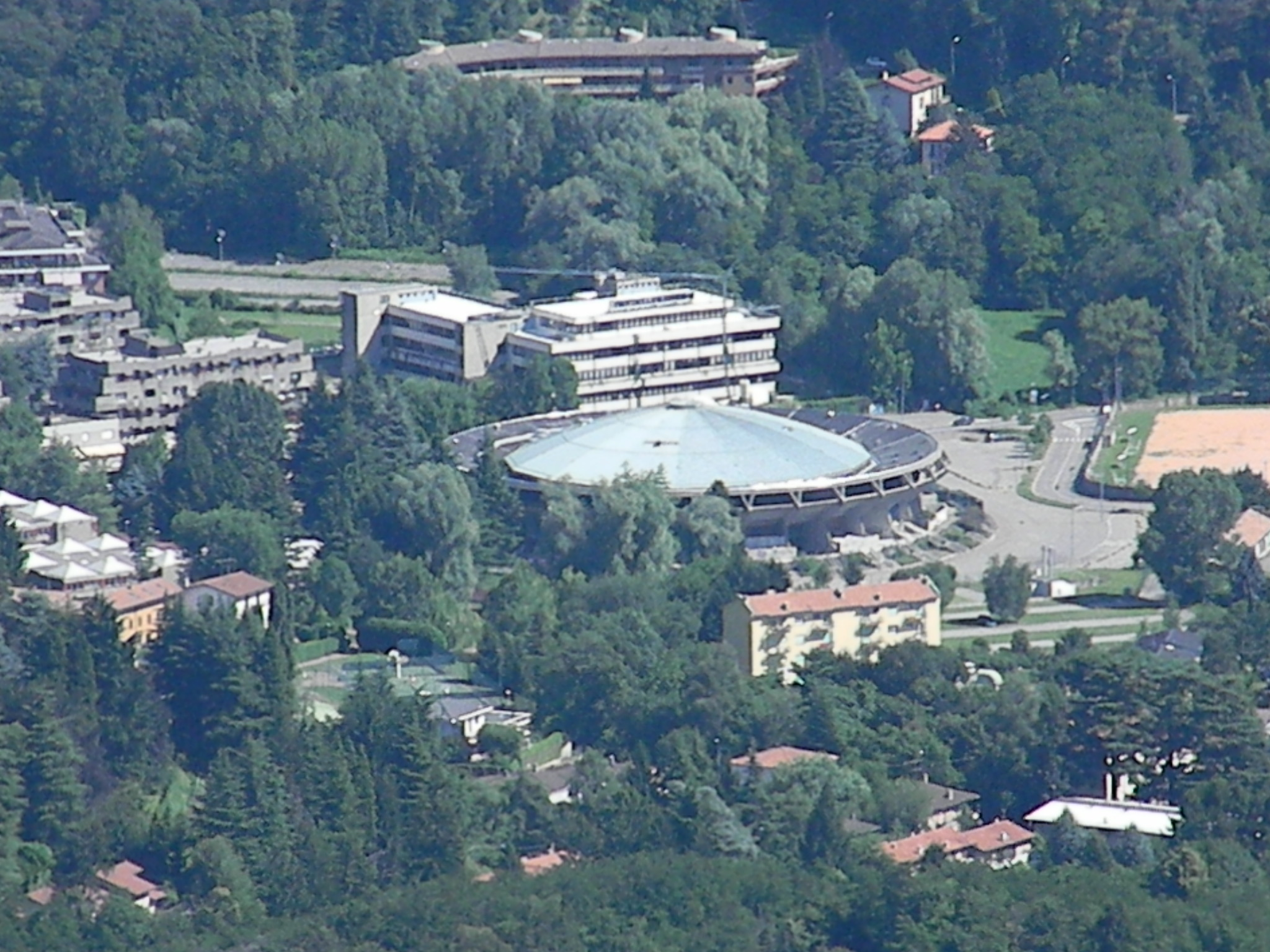
Il palazzetto visto nel 2011 dal Campo dei Fiori di Varese: si nota la parte incompiuta del settore galleria
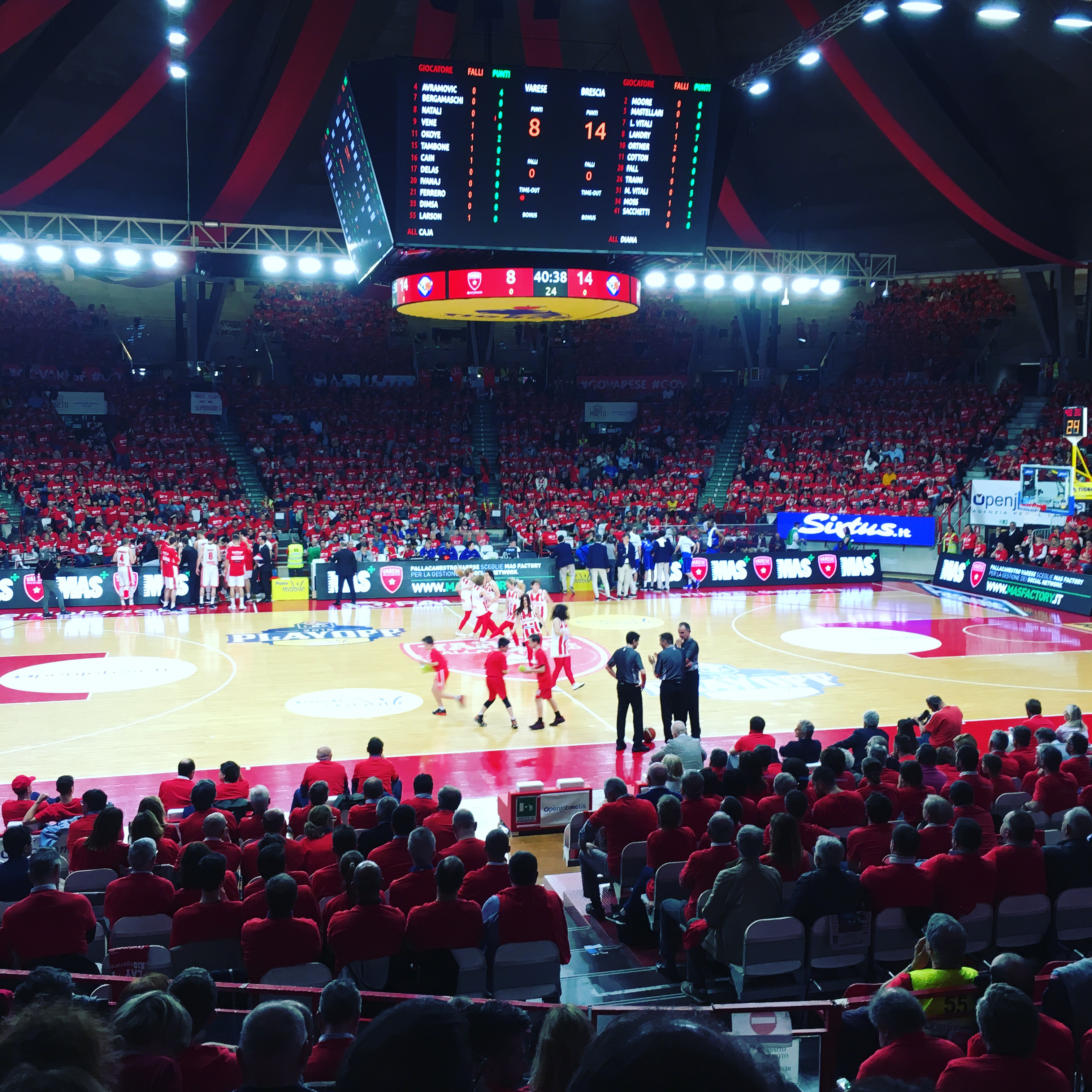
PalA2A nel maggio 2018 durante i quarti di finale tra Openjobmetis Pallacanestro Varese e Germani Basket Brescia Leonessa
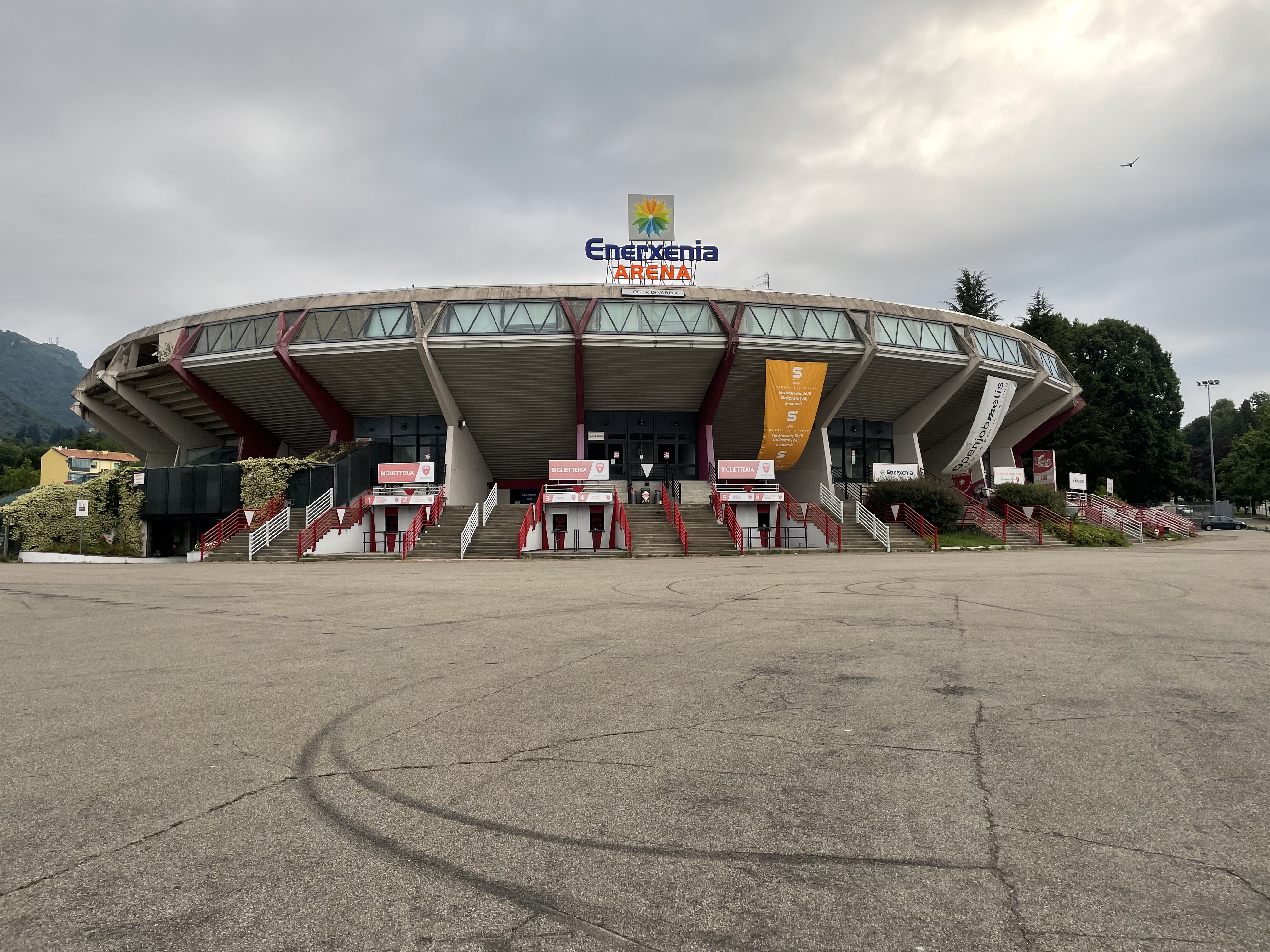
Veduta esterna nel 2021

## Altre attività ospitate
Oltre che per manifestazioni sportive, il palazzetto è usato anche per eventi di spettacolo come concerti, mostre, competizioni di eSports e conferenze.